# Saturnispora hagleri
Saturnispora hagleri är en svampart som beskrevs av Morais, Lachance & C.A. Rosa 2005. Saturnispora hagleri ingår i släktet Saturnispora och familjen Pichiaceae.   Inga underarter finns listade i Catalogue of Life.